# RD-858
RD-858はソ連の有人月旅行計画でLK月面着陸船のために開発されたロケットエンジンである。

## 概要
ユージュノエ設計局では月着陸船の11D40推進装置の開発を担当した。11D40推進装置はRD-858と予備のRD-859で構成される。この推進装置は月面へ軟着陸してさらに月の周回軌道へ上昇する。
エンジンの信頼性が最優先され、181基の試作機が製造され累計試験時間は253281秒間に達した。RD-858は2種類の運転モードと2段階に推力に切り替える能力を有しており、主モードで運転時には推力は±9.8%の範囲で調整が可能で高加減モードでの運転時には±35%の範囲で推力を調整することができた。このような加減の機能は信頼性のある冷却法を備えた燃焼安定をもたらすために構造の改修が必要だった。
最も大きな変更が必要だったのはターボポンプで酸化剤ポンプをタービンから分離するために専用の気密が必要で、最も信頼性があり、高効率の摩擦の組み合わせを選択するために膨大な回数の試験を要した。構造は堅牢化され、ターボポンプの実質的な寿命は1000秒だった。
信頼性のある冷却のために燃焼室の高温部は最適な可変断面を備えた複雑な形状の部品にらせん状に機械加工された。
飛行で必要な点火回数は2回だったが再着火回数は12回に達した。予備エンジンは停止と再始動の間隔が3秒という特徴を有しており、ターボポンプを備えた既存の供給装置ではこのような芸当は不可能だった。ターボポンプによる推進剤供給装置を備えたエンジンで幅広い推力調整をもたらすためにこれらのエンジンはこの水準の推力のエンジンとしては高比推力でエンジンの総重量は110kgで推力は4.1トンだった。
1970年11月24日にR-7ロケットによって打ち上げられたコスモス379号、1971年2月26日に打ち上げられた、コスモス398号、1971年8月12日に打ち上げられた、コスモス434号により、軌道上で3回の試験に成功した。